# 隨風而逝 (電視劇)
《隨風而逝》是1990年台灣電視公司八點檔國語連續劇，製作單位台視節目部，監製盛竹如，製作人盧燕，主演陳冲、沈孟生、魯振順、唐娜，導播朱莉莉，導演黃以功，主題曲及片尾曲主唱曾慶瑜。是中國大陸改革開放以來親赴中國大陸取景拍攝的台灣電視劇之一，耗時2年錄製，劇中時空背景橫跨臺海兩岸。是《郵差三度來按鈴》的接檔節目。

## 提要
本劇是陳冲參演的首部臺灣電視劇，陳冲被譽為英國國寶級影星費雯麗的分身。1989年，行政院新聞局正式開放傳播事業赴中國大陸採訪、拍片、製作節目，台視節目部經理盛竹如透過盧燕與台視導播黃以功邀請正因電影《末代皇帝》享譽國際的陳冲簽約加入本劇；簽約時陳冲已取得美國公民身分，恰好繞過行政院新聞局敏感的政策限制。
本劇上檔前，曾慶瑜與陳冲同時上台視綜藝節目《就在今夜》宣傳本劇。2017年1月，YouTube「台視官方頻道」發布本劇台視國際台重播版。

## 劇情大綱
1930年代，中國大陸是個山雨欲來風滿樓的時代。對日抗戰前夕，中國東北到處飄揚著日本國旗。
方思敏 ( 陳冲飾 ) 是留日學醫的學生，義父石原健夫 ( 曹健飾 ) 為滿鐵醫院院長，義兄石原紀夫 ( 沈孟生飾 ) 對思敏愛慕已久。
思敏回到東北後，在醫院工作認識了從臺灣來的工程師董其偉 ( 魯振順飾 )。由於其偉的正直厚道，思敏漸與其偉產生了情愫，引起義兄紀夫的嫉妒。某夜，紀夫向思敏告白；不料在爭執中手槍走火，誤傷了紀夫，思敏因此入獄。
董其偉在東北巧遇同事小周的妹妹周家秀 ( 唐娜飾 )，家秀對其偉頗有好感。家秀得知其偉的朋友思敏因誤傷人而被關，於是暗中斡旋，終於協助思敏出獄。
其偉回臺灣奔父喪，思敏也打算追隨其偉。不料一行人同到臺灣後，思敏赫然發現，其偉在臺灣已奉父母之命訂婚，且家人逼迫其偉在百日內完婚。思敏悲傷萬分。適時，思敏的義父調到臺灣醫院工作，母親亦隨行遷到臺灣。其偉訂婚的對象翁君蘭 ( 柯素雲飾 )個性善良，知道其偉心中已有所屬，不想強求，但又不敢違抗父親，終以死來成全他們。
其偉迫於長輩承諾的壓力，仍辦冥婚娶了君蘭的牌位。思敏哀傷至極；紀夫正好在此時來臺，給予思敏適時的慰藉。其偉從此陷入憂鬱，性情大變，終日藉酒澆愁，不顧家產、事業；不料在一次酒醉中，竟與家秀發生了性關係。思敏自此對其偉徹底絕望……。

## 演员陣容
| 劇中角色 | 演員   |
| -------- | ------ |
| 方思敏   | 陳冲   |
| 董其偉   | 魯振順 |
| 石原紀夫 | 沈孟生 |
| 周家秀   | 唐娜   |
| 石原健夫 | 曹健   |
| 方姨     | 沈雪珍 |
| 張嫂     | 張冰玉 |
| 賀姨     | 盧燕   |
| 高天仇   | 王玨   |
| 佐佐木   | 康凱   |
| 翁永利   | 韓甦   |
| 翁君明   | 林穎村 |
| 翁君蘭   | 柯素雲 |
| 百合子   | 董文汾 |
| 石原橋子 | 陳樂芹 |
| 周曉天   | 李偉   |
| 董大媽   | 劉引商 |
| 董二媽   | 李玉芬 |
| 太元     | 康殿宏 |
| 老張     | 魯直   |
| 岩下將軍 | 張方霞 |
| 山口將軍 | 李長安 |

## 歌曲
主題曲〈隨風而逝〉
作詞：陳樂融；作曲：張弘毅；主唱：曾慶瑜
片尾曲〈愛上別離〉
作詞：陳樂融；作曲：張弘毅；主唱：曾慶瑜

## 資料來源
- 台視影音《隨風而逝》 （页面存档备份，存于）

1. ↑  本報訊. . 民生報. 1989-01-15: 10  [2022-03-19]. （原始内容存档于2022-04-11） （中文（臺灣））.
2. ↑  .   [2021-09-24]. （原始内容存档于2021-09-24）.